# 五叶地锦
五叶地锦（学名：Parthenocissus quinquefolia）为葡萄科地锦属的植物。分布于北美以及中国大陆的华北、东北等地，目前已由人工引种栽培。

## 别名
五叶爬山虎（《经济植物手册》）。